# Hirsutipes graphica
Hirsutipes graphica là một loài bướm đêm trong họ Noctuidae.